# HD 90874
HD 90874，又名CP-65 1354，SAO 250966、HR 4115，是一颗恒星，视星等为6.01，位于銀經288.83，銀緯-6.86，其B1900.0坐标为赤經10h 24m 16.1s，赤緯-65° -6.86′ 41″。